# BIAL
BIAL ist eine portugiesische Pharmafirma mit Sitz in Trofa nahe Porto. Gegründet wurde sie 1924 von Álvaro Portelo, seit 2011 ist António Portelo der Firmenchef. BIAL ist heute ein internationales Pharmaunternehmen, dessen Produkte in über 40 Ländern Europas, Amerikas, Afrikas und Asiens vertrieben werden. Zum Konzern gehören Laboratórios Bial, Medibial, Bialfar, Bialport, Bial Aristegni, Medimport, Medangol u. a.
Der Schwerpunkt liegt in der Entwicklung und Produktion von Medikamenten gegen Krankheiten des Zentralnervensystems (ZNS), von Herz und Gefäßen sowie Mitteln gegen Allergien.

## Studien

### Eslicarbazepinacetat
2008 schloss BIAL die klinische Evaluation von Eslicarbazepinacetat („BIA 2-093“) ab; das neue Medikament (Handelsname: Zebinix) wird zur Begleittherapie bei Erwachsenen mit partiellen epileptischen Anfällen angewendet.

### BIA 10-2474
2015 beauftragte BIAL das französische Forschungsinstitut Biotrial in Rennes, eine Phase-1-Studie mit dem Fettsäureamid-Hydrolase-(FAAH)-Hemmer BIA 10-2474 durchzuführen. Hierbei kam es am 9. Januar 2016 zu einem „schwerwiegenden unerwünschten Ereignis“, bei dem ein Studienteilnehmer verstarb und fünf weitere Probanden Gesundheitsschäden erlitten.